# Alberico II di Mâcon
Alberico II di Mâcon, Albéric ou Aubry in francese, Alberic in catalano e Albericus in latino (935 – 10 settembre 982), fu Conte di Mâcon dal 961 fino alla sua morte.

## Origine
Secondo il Cartulaire de Saint-Vincent de Mâcon, Alberico era figlio del Conte di Mâcon, Letaldo II, e della sua prima moglie, Ermengarda di Chalon, figlia del conte di Chalon e Digione e signore di Vergy, Manasse II di Châlon e di Ermengarda di Provenza (Manassei et Ermengardis), come ci viene confermato dal documento nº 432 del Recueil des chartes de l'abbaye de Cluny. Tome 1.

Secondo il Recueil des chartes de l'abbaye de Cluny. Tome 1, Letaldo II di Mâcon era figlio del Visconte di Narbona e Conte di Mâcon, Alberico I e di Tolana o Tolosana, figlia del visconte di Mâcon, Raculfo (Albericus Narbonensis qui, accipiens filiam Raculfi vicecomitis), come ci viene confermato dal documento n° VII del Cartulaire de Saint-Vincent de Mâcon.

## Biografia
Suo padre, Letaldo, assieme alla madre (Letaudi, Ermentrudis coniugis sue) sottoscrisse il documento n° CXI, sempre del Cartulaire de Saint-Vincent de Mâcon, datato tra il 936 ed il 941, inerente a una donazione alla chiesa di Saint-Vincent a Mâcon, di suo nonno, Alberico Conte di Mâcon (Albericus comes).
Alberico rimase orfano di madre, prima del 941, in quanto in quell'anno, suo padre, Letaldo era già sposato con la seconda moglie, Berta (Letaudus comes et uxor mea Berta), come ci viene confermato dal documento n° CCCCLXXXVIII del Cartulaire de Saint-Vincent de Mâcon, in cui viene citato anche Alberico (Alberici filii sui).
Alberico viene citato come figlio di Letaldo II (Alberici, filii ejus) nel documento nº 729 del Recueil des chartes de l'abbaye de Cluny. Tome 1, datato tra il 948 ed il 949, in cui suo padre, Letaldo II, nel 955, fece una donazione all'abbazia di Cluny.
Alla morte del Conte titolare di Mâcon, Ugo il Nero di Borgogna, nel 952, suo padre, Leotaldo venne confermato nella contea di Macon e nella signoria di Besançon e mantenne buoni rapporti sia coi re di Francia, Luigi IV e Lotario IV, sia col re di Arles, Corrado III di Borgogna, giurando fedeltà ad entrambi per le rispettive competenze.
Alberico viene citato come figlio di Letaldo II, assieme alla nonna, la madre di Letaldo, Tolana (filii mei, Alberici matrisque meae Etolane) nel documento nº 976 del Recueil des chartes de l'abbaye de Cluny. Tome 2, in cui suo padre, Letaldo II, nel 955, fece una donazione all'abbazia di Cluny.
Nel 961, suo padre, Letaldo II viene ancora citato, assieme ad Alberico (domni Leotaldi comitis, cum filio suo Alberico), nel documento nº 1100 del Recueil des chartes de l'abbaye de Cluny. Tome 2.

Molto probabilmente, suo padre, Letaldo II, morì in quello stesso anno, e gli succedette Alberico, in quanto nel documento nº 1120 del Recueil des chartes de l'abbaye de Cluny. Tome 2, Alberico viene citato col titolo di conte (Albericus, gratia Dei comes); secondo gli Obituaires de Lyon II, Eglise cathédrale de Mâcon (non consultati), Letaldo II era morto il 3 novembre.
Anche il documento n° VII del Cartulaire de Saint-Vincent de Mâcon, ricorda che Alberico fu il terzo Conte di Mâcon (atque post illum, Albericus filius Leotaldi comitis).

Il documento nº 1198 del Recueil des chartes de l'abbaye de Cluny. Tome 2, datato marzo 966, cita Alberico conte di Macon (Albericus comes Matisconensis).
Nel gennaio del 971, secondo il documento nº 1291 del Recueil des chartes de l'abbaye de Cluny. Tome 2, Alberico (Albericus comes) con la moglie Ermetrude (Ermentrudis coniuge sua) fece una donazione all'abbazia di Cluny.

Alberico conobbe ed ebbe un buon rapporto con Maiolo abate di Cluny.
Alberico morì nel 982; secondo gli Obituaires de Lyon II, Eglise cathédrale de Mâcon (non consultati), Alberico II era morto il 10 settembre.

I figli erano ancora molto giovani e la sua vedova si risposò, in seconde nozze, come conferma il documento n° VII del Cartulaire de Saint-Vincent de Mâcon (quo morto, dominus Guillelmus comes uxorem illius accepit), con il conte di Borgogna e futuro duca di Borgogna, Ottone Guglielmo, che, per diritto di matrimonio, succedette ad Alberico come Conte di Mâcon (post hunc, Otto comes fuit).

## Matrimonio e discendenza
Alberico aveva sposato, tra il 966 (in quanto in quella data, Ermetrude non viene ancora citata) ed il 970 (in quanto nel gennaio del 971, Alberico e Ermetrude risultano già sposati), la nipote del re Lotario IV, Ermentrude di Roucy, figlia del conte Rinaldo di Roucy e di Alberada di Lotaringia, figlia di Gilberto di Lotaringia e di Gerberga di Sassonia.

Alberico da Ermentrude ebbe almeno tre figli:
- Letaldo, arcivescovo di Besançon, nel 993 e 994;
- Alberico, abate di Saint-Paul di Besançon;
- Beatrice (974-1030), sposata nel 975 con Goffredo I di Gâtinais, e poi Ugo di Perche;
- Forse una figlia, NN di Mâcon, che potrebbe aver sposato Eble di Poitiers, figlio di Guglielmo IV d'Aquitania e di Emma di Blois; furono i genitori di Ebles I di Roucy[16].

### Fonti primarie
- (LA)  Cartulaire de Saint-Vincent de Mâcon, connu sous le nom de "Livre enchaîné".
- (LA)  Recueil des chartes de l'abbaye de Cluny. Tome 1.
- (LA)  Recueil des chartes de l'abbaye de Cluny. Tome 2.
- (LA)  Monumenta Germaniae Historica, Scriptores, tomus III.

### Letteratura storiografica
- (FR)  Histoire de Mâcon du IXème au XIIIème.